# Steagles
Steagles – powszechnie znany przydomek zespołu futbolowego powstałego po tymczasowym połączeniu dwóch drużyn ligi NFL, Pittsburgh Steelers i Philadelphia Eagles, w sezonie roku 1943. Zespoły zostały zmuszone do połączenia po tym, gdy wielu zawodników z ich składów zostało wcielonych do służby wojskowej na frontach II wojny światowej.
W zapisach oficjalnych zespół figurował jako "Eagles" (bez określenia miasta), "Eagles-Steelers", lub "Steelers-Eagles". Zaś w oficjalnych annałach ligi NFL określa się go jako "Phil-Pitt". Liga nigdy nie zarejestrowała "Steagles" jako znaku handlowego.
Połączona drużyna zakończyła sezon z wynikiem 5-4-1 (5 wygranych, 4 przegrane, 1 remis), co było pierwszym udanym rokiem w lidze dla zawodników z Filadelfii, a drugim - dla futbolistów Pittsburgha.
Po sezonie połączoną drużynę rozwiązano. Zespół Eagles powrócił do swojej nazwy a Steelers połączyli się z Chicago Cardinals, tworząc drużynę Card-Pitt, grającą w roku 1944.

## Literatura
- Matthew Algeo, Last Team Standing: How the Steelers and the Eagles - "The Steagles" - Saved Pro Football During World War II, 2006, ISBN 0-306-81472-2